# Злата Нуманагич
Злата Нуманагіч (24 листопада 1950, Белград, Соціалістична Федеративна Республіка Югославія) — югославська акторка театру і кіно. 
Закінчила Факультет драматичного мистецтва (Белград).

## Вибіркова фільмографія
- Ціна ризику (1983)
- Карусель (1986)